# Филипп-Эрнст (князь Шаумбург-Липпе)
Филипп-Эрнст, князь Шаумбург-Липпе (полное имя — Фридрих Август Филипп Эрнст Вольрад; нем. Friedrich August Philipp Ernst Wolrad Prinz zu Schaumburg-Lippe; 26 июля 1928, Хагенбург — 28 августа 2003, Бюккебург) — глава княжеского дома Шаумбург-Липпе (15 июня 1962 — 28 августа 2003).

## Биография

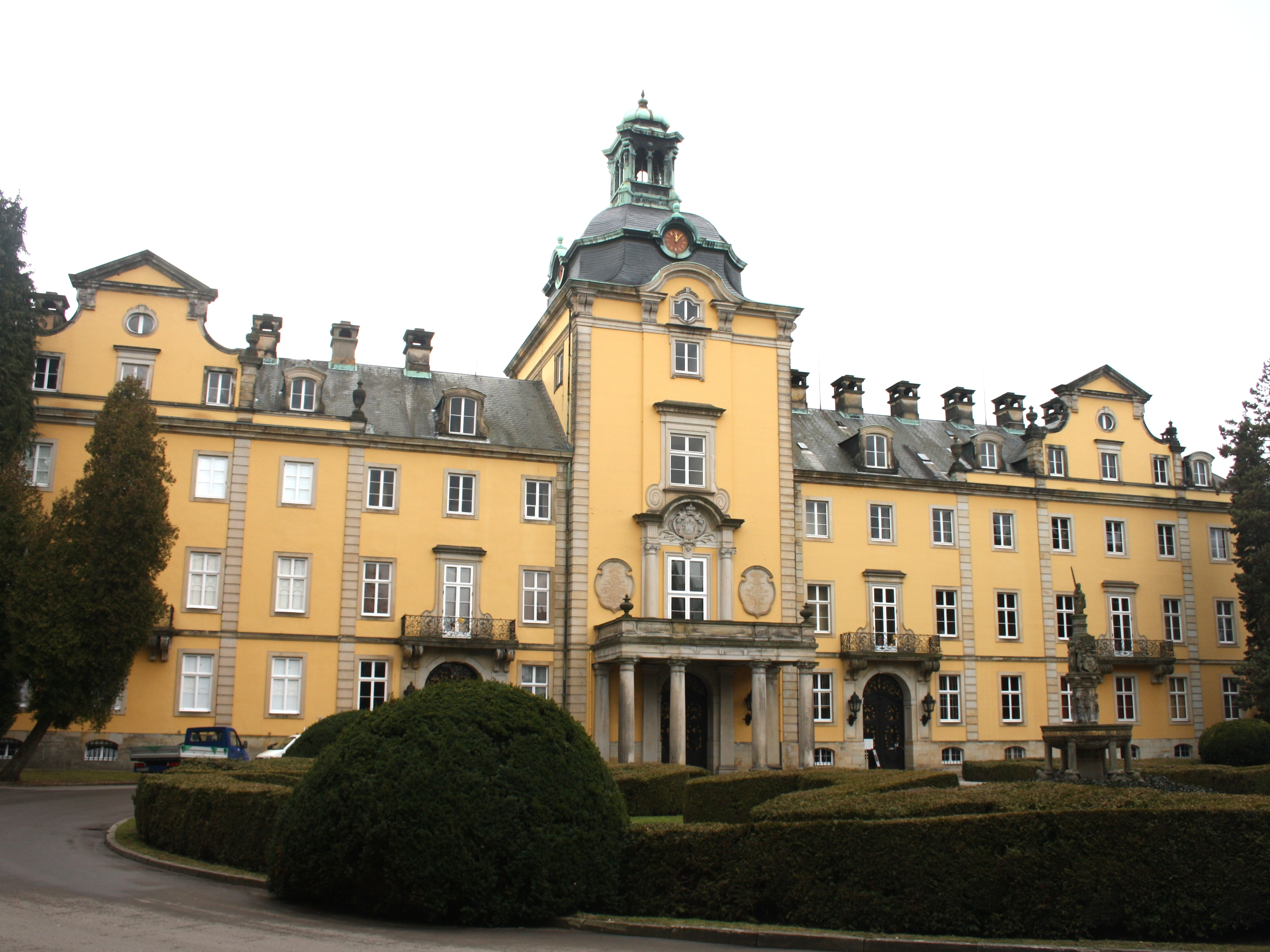
Замок Бюккебург

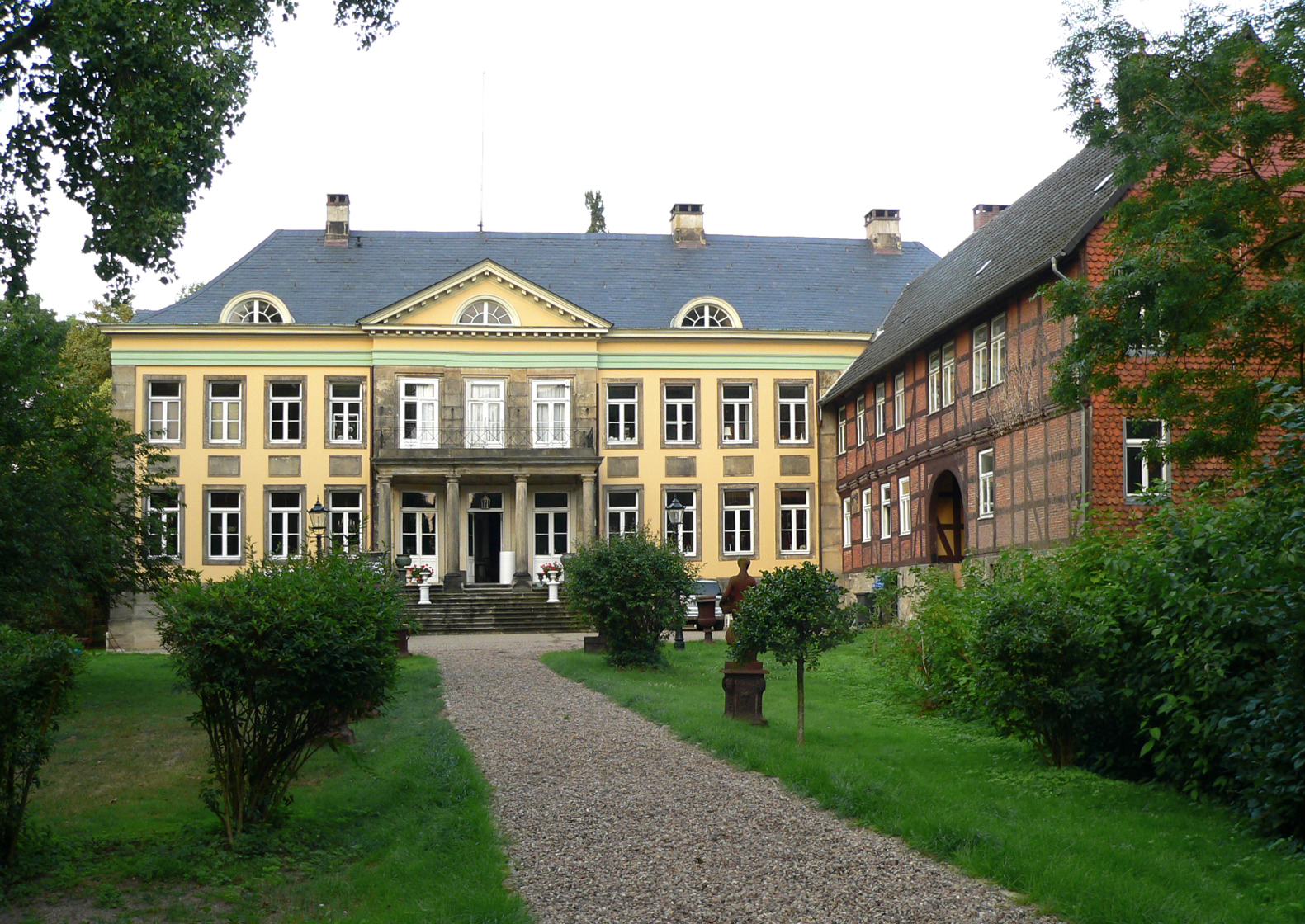
Замок Хагенбург

Он родился в Хагенбурге (Нижняя Саксония). Второй сын князя Вольрада Шаумбург-Липпе (1887—1962) и его супруги, принцессы Батильдис Шаумбург-Липпе (1903—1983). После смерти в авиакатастрофе Адольфа II, князя Шаумбург-Липпе (дяди Филиппа Эрнста), в 1936 году его отец Вольрад стал новым главой княжеского дома Шаумбург-Липпе.
После того, как его старший брат, наследный принц Георг-Вильгельм Шаумбург-Липпе (1926—1945), погиб в бою при Нёссиге в Саксонии 20 апреля 1945 года, Филипп-Эрнст стал новым наследным принцем дома Шаумбург-Липпе.
Филипп-Эрнст имел степень доктора философии и политологии.
15 июня 1962 года после смерти своего 75-летнего отца Вольрада Филипп-Эрнст стал новым главой княжеского дома Шаумбург-Липпе.
До 1993 года князь Филипп-Эрнст руководил семейным имуществом дома Шаумбург-Липпе. Ему принадлежали замки Бюккебург и Хагенбург в Нижней Саксонии. Замок Бюккебург является местом жительства и резиденцией князей Шаумбург-Липпе.
28 августа 2003 года 75-летний Филипп-Эрнст Шаумбург-Липпе скончался в Бюккебурге. Ему наследовал его единственный выживший сын, Александр (род. 1958).

## Брак и дети
3 октября 1955 года в Бюккебурге принц Филипп-Эрнст Шаумбург-Липпе женился на баронессе Еве-Бените фон Тиле-Винклер (18 ноября 1927 — 8 мая 2013). У них было два сына:
- Георг-Вильгельм, наследный принц Шаумбург-Липпе (14 июля 1956, Фрайбург-им-Брайсгау — 31 июля 1983, Штернбергер), погиб в аварии на мотоцикле, женат не был, детей не оставил.
- Александр, князь Шаумбург-Липпе (род. 25 декабря 1958, Дюссельдорф), глава княжеского дома Шаумбург-Липпе с 2003 года.

## Титулы и стили
- 26 июля 1928 года — 20 апреля 1945 года: «Его Светлость Принц Филипп Эрнст Шаумбург-Липпе»
- 20 апреля 1945 года — 15 июня 1962 года: «Его Светлость Наследный Принц Филипп Эрнст Шаумбург-Липпе»
- 15 июня 1962 года — 28 августа 2003 года: «Его Светлость Князь Филипп Эрнст Шаумбург-Липпе».